# Stephanie von Dobbeler
Stephanie von Dobbeler (* 1957) ist eine deutsche katholische Theologin.

## Leben
Von Dobbeler studierte katholische Theologie, Philosophie und Kunstgeschichte an der Rheinischen Friedrich-Wilhelms-Universität Bonn. Sie ist Dozentin an der Philosophisch-Theologischen Hochschule SVD St. Augustin. Zu ihren Forschungsschwerpunkten gehören das Neue Testament, die Makkabäer und feministische Theologie. Sie ist mit dem Theologen Axel von Dobbeler verheiratet.

## Publikationen
- Auf der Grenze. Ethos und Identität der matthäischen Gemeinde nach Mt 15,1-20. In: BZ Neue Folge 45 (2001), 55–79.[5]
- Das Gericht und das Erbarmen Gottes. Die Botschaft Johannes des Täufers und ihre Rezeption bei den Johannesjüngern im Rahmen der Theologiegeschichte des Frühjudentums, Frankfurt am Main 1988, ISBN 3-610-09119-3.[6]
- Die Bücher 1, 2 Makkabäer (= Neuer Stuttgarter Kommentar. Altes Testament. Band 11). Katholisches Bibelwerk, Stuttgart 1997, ISBN 3-460-07111-7.[1]
- Die Versammlung 'auf meinen Namen hin' (Mt 18:20) als Identitäts- und Differenzkriterium. Novum Testamentum Vol. 44, Fasc. 3 (Jul., 2002), S. 209–230.
- Feministische Liturgien. Eine Bibliographie. In: Archiv für Liturgiewissenschaft. 1995/37, 1–24.
- Makkabäerbücher 1–4. In: Michaela Bauks, Klaus Koenen, Stefan Alkier (Hrsg.): Das wissenschaftliche Bibellexikon im Internet (WiBiLex), Stuttgart 2006.